# Deák Rózsa
Deák Rózsa (Budapest, 1924. április 4. – Budapest, 1990. január 29.) magyar színésznő, rendezőasszisztens. Férje Székely György volt.

## Élete
Rózsahegyi Kálmán színiiskolájában végezte tanulmányait, majd rendkívüli hallgatóként a Színművészeti Akadémia rendezői szakán tanult. 1943-ban kezdte pályáját Pécsett. 1950-től 1953-ig a Szolnok–Kecskemét-i társulat tagja volt. Egy évig az Állami Faluszínházban szerepelt. 1955-től A Magyar Néphadsereg Színházának, a későbbi Vígszínháznak művésze, majd 1959-től rendezőasszisztense volt. Többször járt az USA-ban, ahol meghívás alapján önállóan is rendezett.

## Főbb szerepei
- Schiller: Ármány és szerelem – Lujza
- Csiky Gergely: Ingyenélők – Irén

## Főbb rendezései
- Molnár Ferenc: A hattyú
- Déry Tibor – Presser Gábor: Képzelt riport egy amerikai popfesztiválról